# Villedieu, Cantal

Villedieu este o comună în departamentul Cantal, Franța. În 1 ianuarie 2022 avea o populație de 544 de locuitori.